# Danza temaní
La Danza temaní (en hebreo: צעד תימני) (transliterado: Tzaad Temani) es una danza folclórica judía israelí, procedente de los judíos yemenitas o teimanim.

## Historia
La danza temaní es una danza yemení que los judíos yemenitas han bailado desde hace muchos siglos, antes incluso de la independencia de la nación de Yemen. La música temaní es muy apreciada en la música judía y en la cultura del sur de Arabia. La danza temaní es única en su estilo e impresiona por su belleza y delicadeza. Es un baile funcional, ya que se baila en acontecimientos familiares o religiosos, como parte integral de los mismos y no como un mero entretenimiento. Es una danza que se baila en diversos lugares por un número no determinado de bailarines y el baile suele estar acompañado de diversos cantos festivos. Los cantos proceden de una recopilación de poemas escritos por un rabino y poeta yemení. La comunidad judía yemení está formada por personas que vivían en el sur de Arabia, estas personas tienen unas costumbres, danzas y cantos diferentes de otros grupos de judíos, estas diferencias los identifican como judíos yemenitas o teimanim.